# Leichtathletik-Europameisterschaften 1998/800 m der Frauen

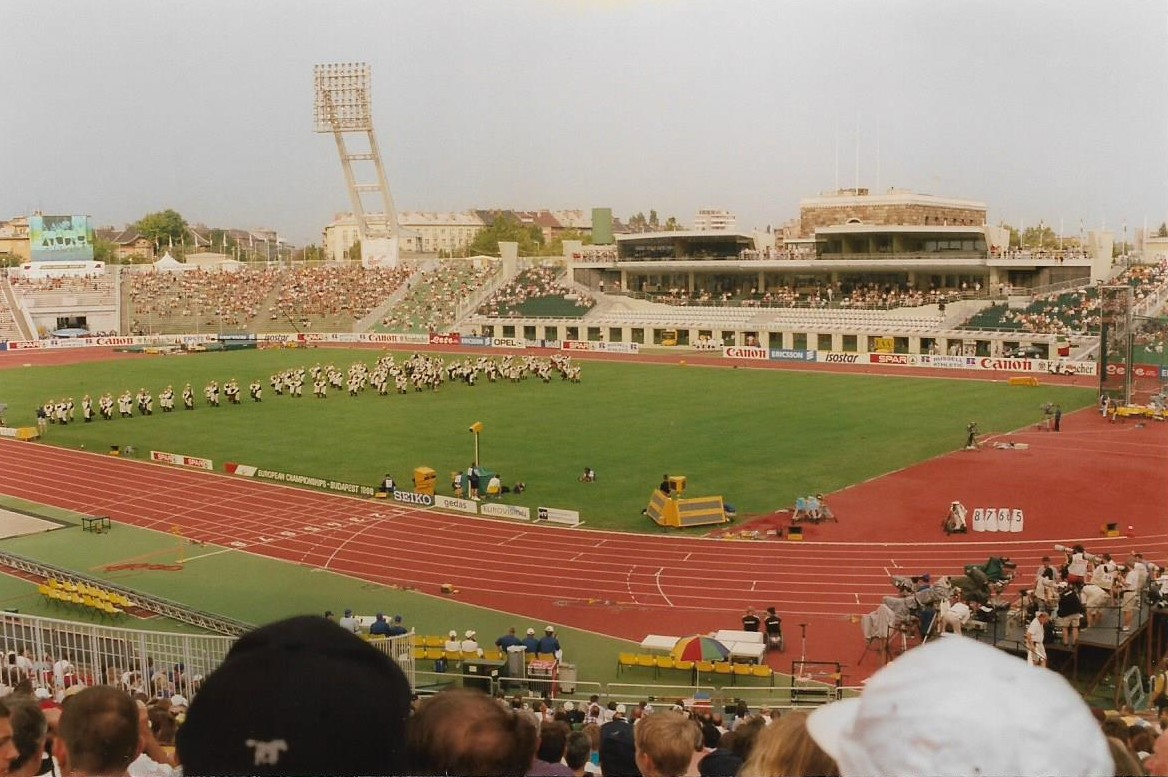
Das Népstadion von Budapest im Jahr 1998

Der 800-Meter-Lauf der Frauen bei den Leichtathletik-Europameisterschaften 1998 wurde vom 18. bis 20. August 1998 im Népstadion der ungarischen Hauptstadt Budapest ausgetragen.
Europameisterin wurde die russische Vizeweltmeisterin von 1997 Jelena Afanassjewa. Rang zwei belegte die Schwedin Malin Ewerlöf. Die Österreicherin Stephanie Graf errang die Bronzemedaille.

## Bestehende Rekorde
| Weltrekord           | 1:53,28 min | Jarmila Kratochvílová | München, BR Deutschland | 26. Juli 1983     |
| Europarekord         | 1:53,28 min | Jarmila Kratochvílová | München, BR Deutschland | 26. Juli 1983     |
| Meisterschaftsrekord | 1:55,41 min | Olga Minejewa         | EM Athen, Griechenland  | 8. September 1982 |

Der bestehende EM-Rekord wurde bei diesen Europameisterschaften nicht erreicht. Die schnellste Zeit erzielte die russische Europameisterin Jelena Afanassjewa im Finale mit 1:58,50 min, womit sie 3,09 s über dem Rekord blieb. Zum Welt- und Europarekord fehlten ihr 5,22 s.

## Legende
Kurze Übersicht zur Bedeutung der Symbolik – so üblicherweise auch in sonstigen Veröffentlichungen verwendet:
| DNS | nicht am Start (did not start)           |
| DNF | Wettkampf nicht beendet (did not finish) |

## Vorrunde
18. August 1998
Die Vorrunde wurde in vier Läufen durchgeführt. Die ersten drei Athletinnen pro Lauf – hellblau unterlegt – sowie die darüber hinaus vier zeitschnellsten Läuferinnen – hellgrün unterlegt – qualifizierten sich für das Halbfinale.

### Vorlauf 1

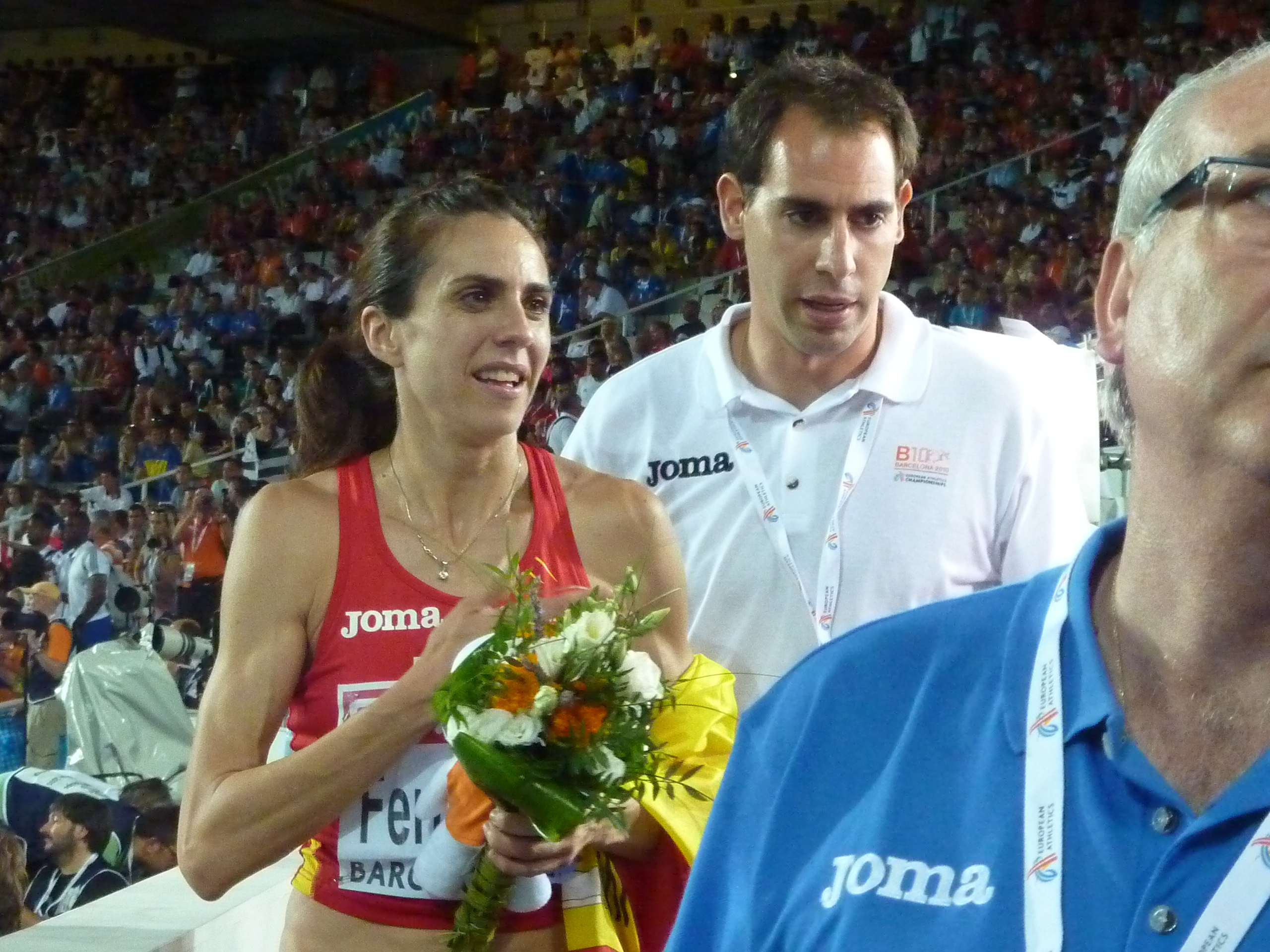
Nuria Fernández schied als Achte ihres Vorlaufs aus

| Platz | Name                | Nation         | Zeit (min) |
| ----- | ------------------- | -------------- | ---------- |
| 1     | Violeta Szekely     | Rumänien       | 1:59,98    |
| 2     | Malin Ewerlöf       | Schweden       | 2:00,17    |
| 3     | Aleksandra Dereń    | Polen          | 2:00,31    |
| 4     | Diane Modahl        | Großbritannien | 2:00,52    |
| 5     | Sandra Stals        | Belgien        | 2:02,34    |
| 6     | Brigitte Mühlbacher | Österreich     | 2:04,02    |
| 7     | Virginie Fouquet    | Frankreich     | 2:04,20    |
| 8     | Nuria Fernández     | Spanien        | 2:04,89    |

### Vorlauf 2

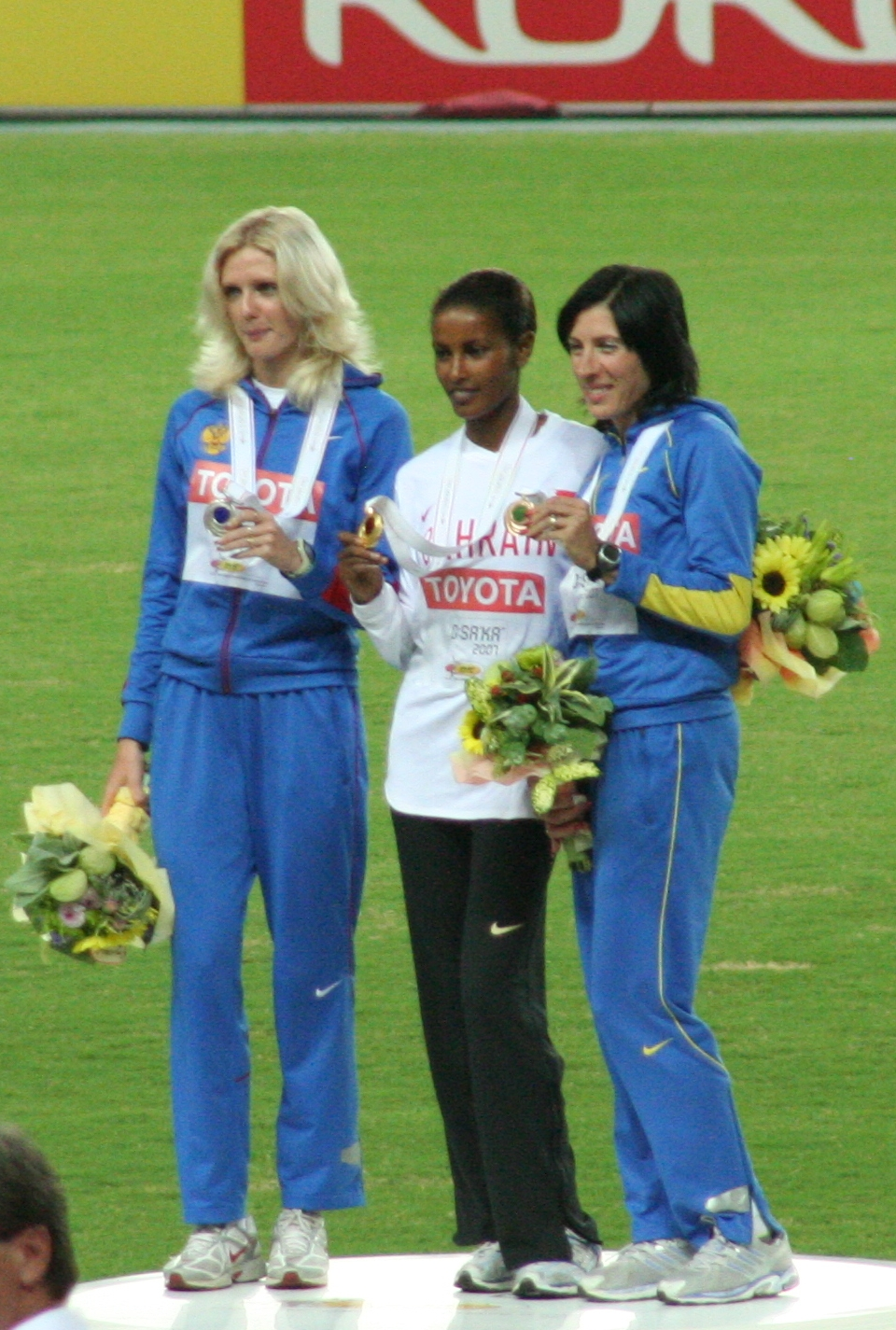
Platz sieben in ihrem Vorlauf reichte Iryna Lischtschynska (rechts) nicht zur Halbfinalteilnahme
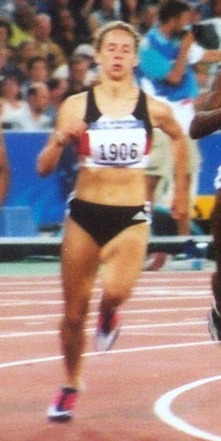
Claudia Gesell konnte sich als Achte des zweiten Vorlaufs nicht für die nächste Runde qualifizieren

| Platz | Name                 | Nation      | Zeit (min) |
| ----- | -------------------- | ----------- | ---------- |
| 1     | Jelena Afanassjewa   | Russland    | 1:59,98    |
| 2     | Viviane Dorsile      | Frankreich  | 2:00,31    |
| 3     | Natallja Duchnowa    | Belarus     | 2:00,33    |
| 4     | Irina Krakoviak      | Litauen     | 2:01,04    |
| 5     | Petya Strashilova    | Bulgarien   | 2:01,42    |
| 6     | Ana Menéndez         | Spanien     | 2:01,63    |
| 7     | Iryna Lischtschynska | Ukraine     | 2:02,78    |
| 8     | Claudia Gesell       | Deutschland | 2:03,20    |

### Vorlauf 3
| Platz | Name              | Nation     | Zeit (min) |
| ----- | ----------------- | ---------- | ---------- |
| 1     | Stephanie Graf    | Österreich | 2:00,25    |
| 2     | Natalja Zyganowa  | Russland   | 2:00,84    |
| 3     | Ludmila Formanová | Tschechien | 2:01,13    |
| 4     | Maria Akraka      | Schweden   | 2:01,32    |
| 5     | Pilar Barreiro    | Spanien    | 2:01,60    |
| 6     | Olena Buschenko   | Ukraine    | 2:02,36    |
| 7     | Judit Varga       | Ungarn     | 2:03,05    |
| 8     | Elena Antoci      | Rumänien   | 2:04,01    |

### Vorlauf 4

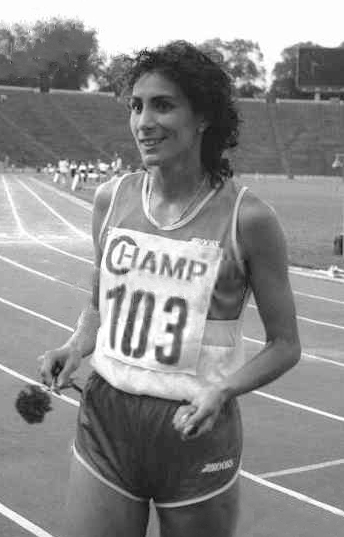
Ella Kovacs belegte Rang sechs in ihrem Vorlauf und schied damit aus

| Platz | Name                    | Nation      | Zeit (min) |
| ----- | ----------------------- | ----------- | ---------- |
| 1     | Larissa Michailowa      | Russland    | 2:02,03    |
| 2     | Heike Meißner           | Deutschland | 2:02,20    |
| 3     | Zwetelina Kirilowa      | Bulgarien   | 2:02,37    |
| 4     | Anita Brägger           | Schweiz     | 2:02,50    |
| 5     | Patricia Djaté-Taillard | Frankreich  | 2:02,60    |
| 6     | Ella Kovacs             | Rumänien    | 2:02,85    |
| 7     | Monica Lundgren         | Schweden    | 2:03,05    |
| DNS   | Stella Jongmans         | Niederlande |            |

## Halbfinale
19. August 1998
In den beiden Halbfinalläufen qualifizierten sich die jeweils ersten drei Athletinnen – hellblau unterlegt – sowie die darüber hinaus zwei zeitschnellsten Läuferinnen – hellgrün unterlegt – für das Finale.

### Lauf 1

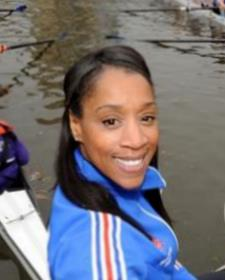
Wie schon 1994 schied Diane Modahl im Halbfinale aus
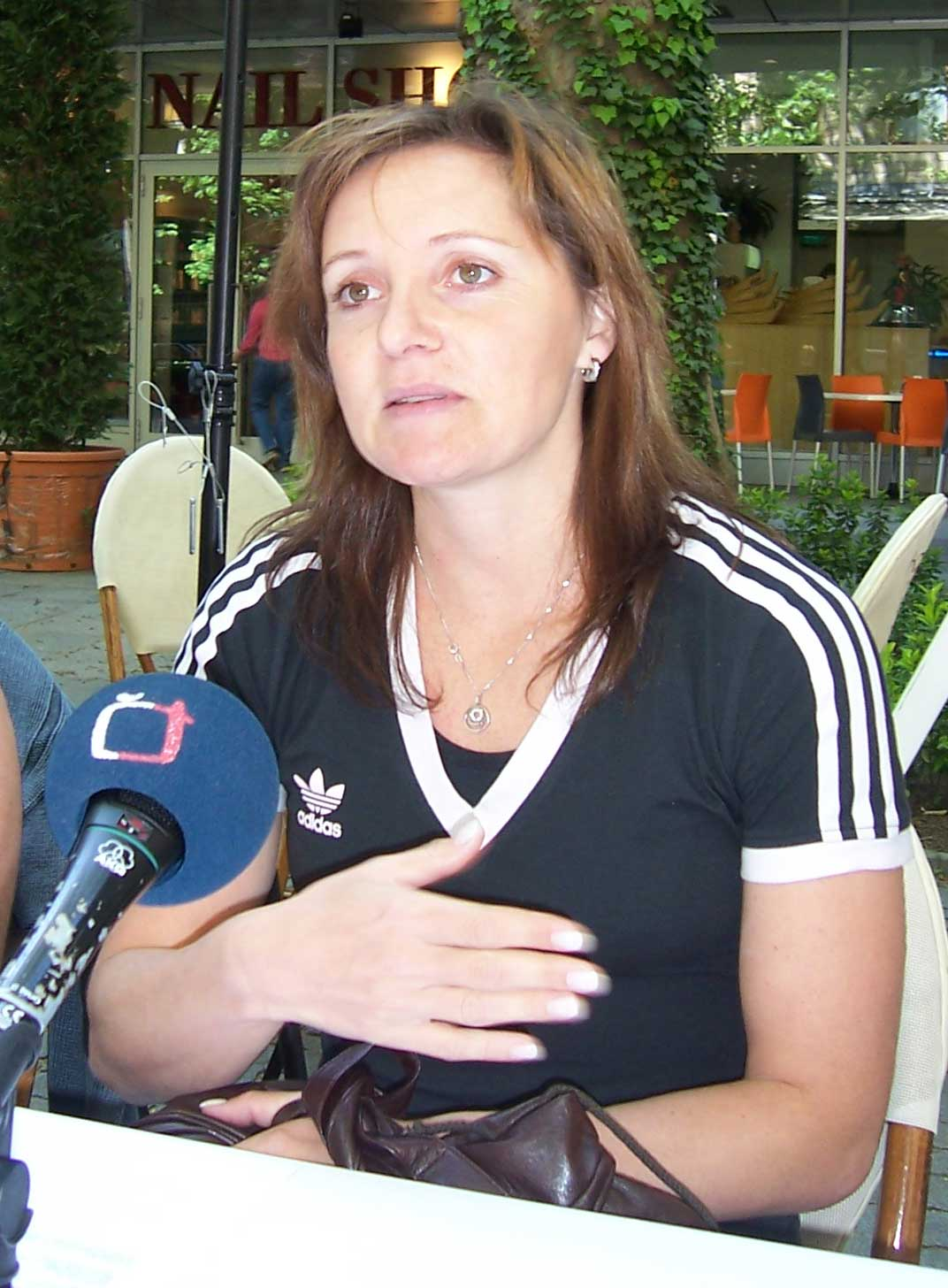
Ludmila Formanová wurde Sechste ihres Halbfinallaufs und schied damit aus

| Platz | Name               | Nation         | Zeit (min) |
| ----- | ------------------ | -------------- | ---------- |
| 1     | Larissa Michailowa | Russland       | 1:59,33    |
| 2     | Stephanie Graf     | Österreich     | 1:59,50    |
| 3     | Zwetelina Kirilowa | Bulgarien      | 1:59,77    |
| 4     | Natallja Duchnowa  | Belarus        | 1:59,95    |
| 5     | Diane Modahl       | Großbritannien | 2:00,08    |
| 6     | Ludmila Formanová  | Tschechien     | 2:00,88    |
| 7     | Maria Akraka       | Schweden       | 2:01,13    |
| 8     | Natalja Zyganowa   | Russland       | 2:01,96    |

### Lauf 2

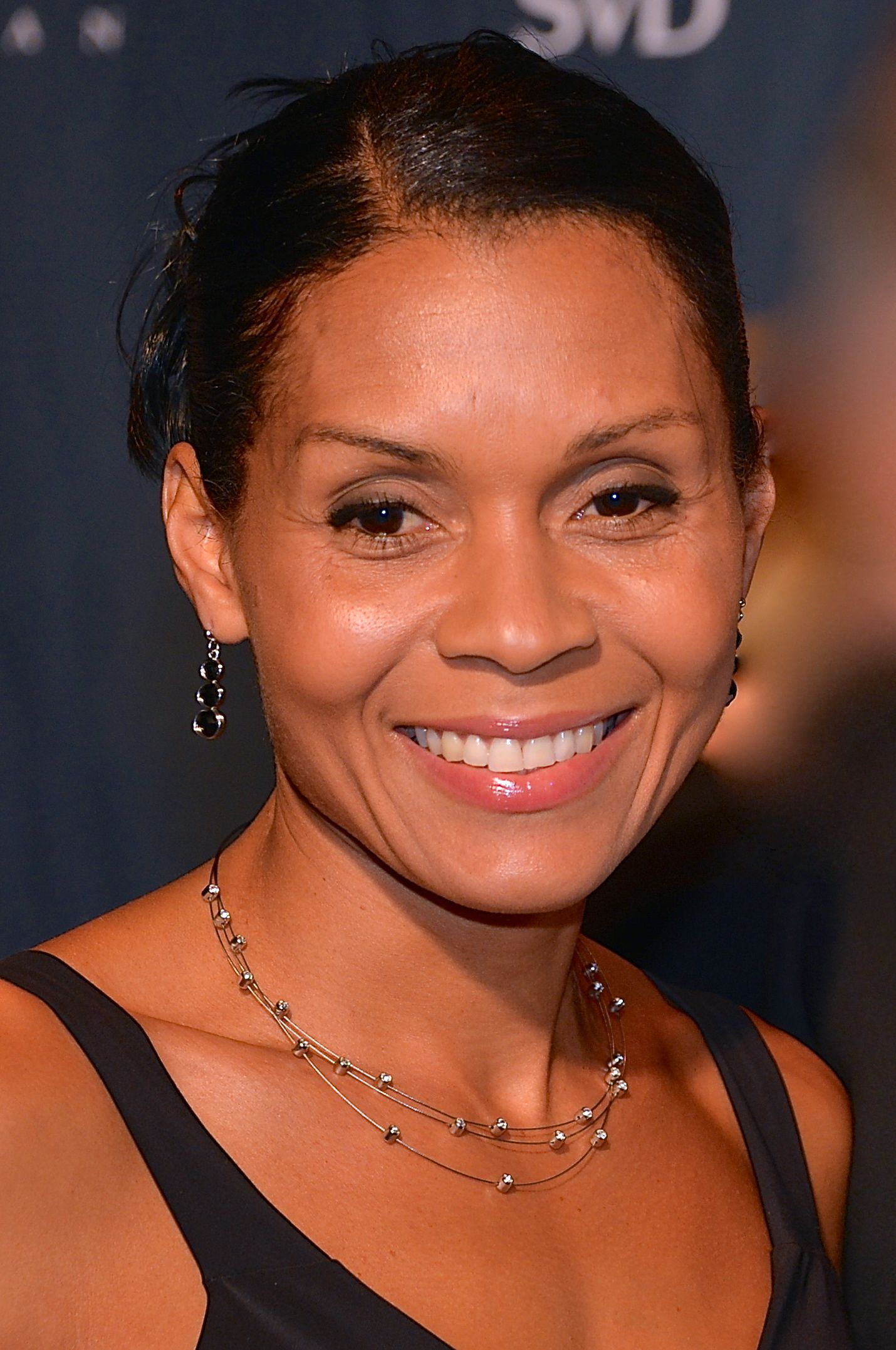
Maria Akraka – als Siebte ihres Halbfinals nicht im Finale

| Platz | Name               | Nation      | Zeit (min) |
| ----- | ------------------ | ----------- | ---------- |
| 1     | Jelena Afanassjewa | Russland    | 1:59,22    |
| 2     | Malin Ewerlöf      | Schweden    | 1:59,44    |
| 3     | Violeta Szekely    | Rumänien    | 1:59,71    |
| 4     | Heike Meißner      | Deutschland | 1:59,71    |
| 5     | Viviane Dorsile    | Frankreich  | 2:00,26    |
| 6     | Petya Strashilova  | Bulgarien   | 2:01,54    |
| 7     | Aleksandra Dereń   | Polen       | 2:02,22    |
| 8     | Irina Krakoviak    | Litauen     | 2:06,29    |

## Finale

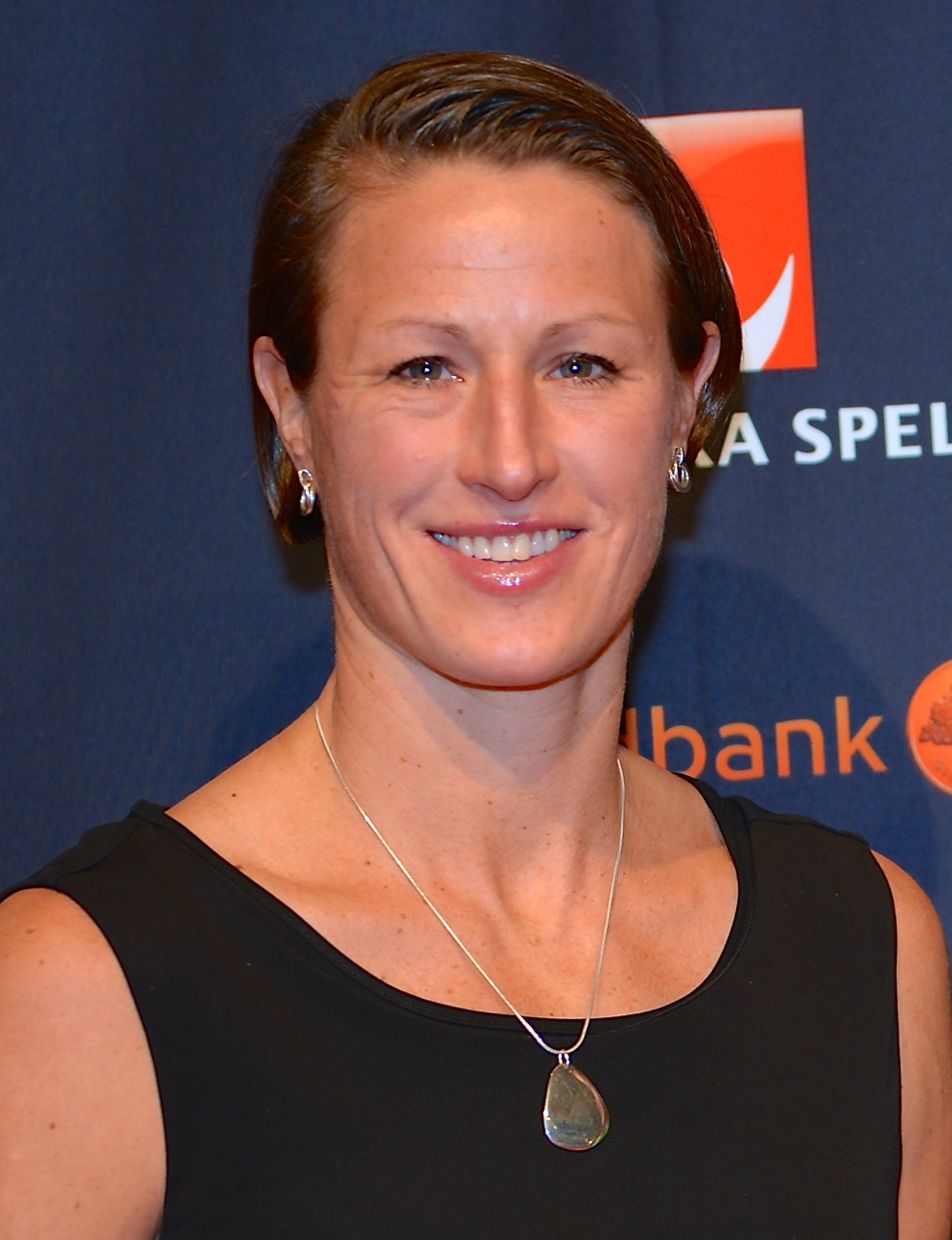
Vizeeuropameisterin Malin Ewerlöf
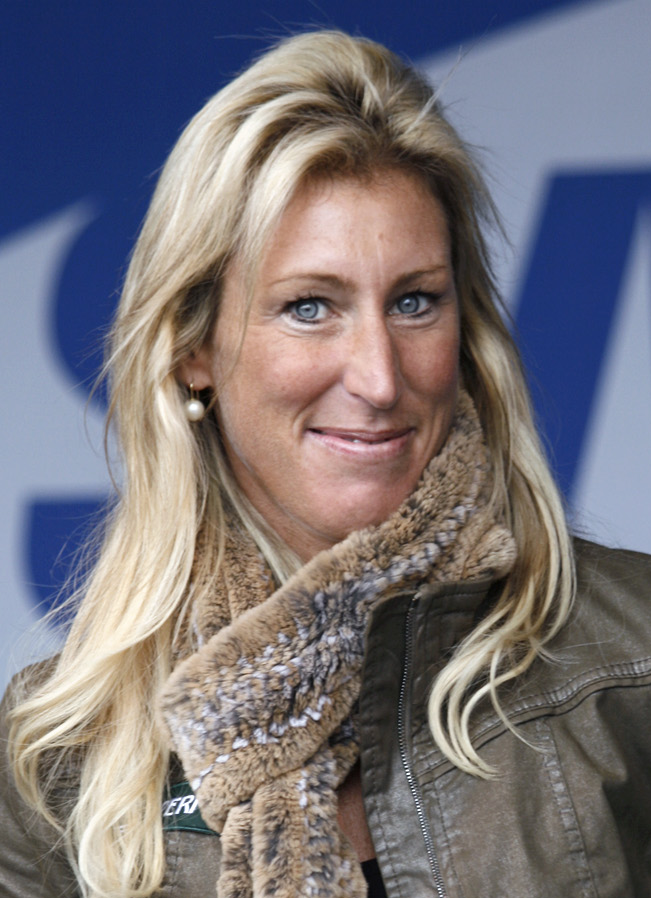
Bronzemedaillengewinnerin Stephanie Graf

20. August 1998
| Platz | Name               | Nation      | Zeit (min) |
| ----- | ------------------ | ----------- | ---------- |
| 1     | Jelena Afanassjewa | Russland    | 1:58,50    |
| 2     | Malin Ewerlöf      | Schweden    | 1:59,61    |
| 3     | Stephanie Graf     | Österreich  | 2:00,11    |
| 4     | Violeta Szekely    | Rumänien    | 2:00,56    |
| 5     | Zwetelina Kirilowa | Bulgarien   | 2:00,66    |
| 6     | Heike Meißner      | Deutschland | 2:01,36    |
| 7     | Natallja Duchnowa  | Belarus     | 2:02,14    |
| DNF   | Larissa Michailowa | Russland    |            |